# Échangeur de Courtenay
Pour les articles homonymes, voir Courtenay.
 (juin 2025).
Motif : Pas de sources. Voir Discussion:Échangeur de Shimukappu/Admissibilité.
- Archive Wikiwix
- Bing
- Cairn
- DuckDuckGo
- E. Universalis
- Gallica
- Google
- G. Books
- G. News
- G. Scholar
- Persée
- Qwant
- (zh) Baidu
- (ru) Yandex
- (wd) trouver des œuvres sur Wikidata

| 1. | Préciser le motif de la pose du bandeau. | Précisez le motif de la pose du bandeau en utilisant la syntaxe suivante : {{admissibilité à vérifier\|date=juin 2025\|motif=remplacez ce texte par le motif}}                              |
| 2. | Informer les utilisateurs concernés.     | Pensez à avertir le créateur de l'article, par exemple, en insérant le code ci-dessous sur sa page de discussion : {{subst:avertissement admissibilité à vérifier\|Échangeur de Courtenay}} |

L’échangeur de Courtenay est un échangeur autoroutier entre l'autoroute A6 et l'autoroute A19 situé à cheval sur le territoire des communes de Savigny-sur-Clairis dans le département de l'Yonne en région Bourgogne-Franche-Comté et Courtenay dans le département du Loiret en région Centre-Val de Loire.
L'échangeur est composé d'un ensemble de bretelles et de deux giratoires. Les sorties 17 sur l'A6 et 3 sur l'A19 permettent la desserte locale via les routes RD 660 et RD 232.

## Axes concernés
Les axes concernés sont les suivants :
- l'Autoroute A6 reliant Paris à Lyon ;
- l'Autoroute A19 reliant Orléans à Sens ;
- la route D 660 (ex-RN 60) vers Sens ;
- la route D 232 vers Courtenay.

## Dessertes
- Parc logistique sud Île-de-France